# Pol Provost
Paul (Pol) Provost (Kortrijk, 23 november 1907 - 30 juni 1990) was een Belgische bestuurder en politicus voor de Liberale Partij.

## Levensloop
Provost studeerde aan de Rijksuniversiteit Gent, alwaar hij afstudeerde als licentiaat in de handelswetenschappen.
Provost werd in 1943 lid van de beheerraad van de Kunstwerkstede De Coene, tevens was hij gemeenteraadslid voor de Liberale Partij omstreeks deze periode. Op 30 juli 1945 werd hij uit deze functie ontheven omwille van zijn houding tijdens de Duitse bezetting in de Tweede Wereldoorlog. Vervolgens was hij betrokken bij de rechtszaak voor economische collaboratie tegen voorgenoemd bedrijf. Hij werd eerst veroordeeld maar uiteindelijk vrijgesproken. Toen het bedrijf in 1952 terug vrijgegeven werd, werd hij de sterke man van het bedrijf. Ook was hij stichter en voorzitter van het Belgisch Instituut voor Industriële Vormgeving en het Design Centre en voorzitter van Febelhout.
Verder was Provost adviseur van de Generale Maatschappij en bestuurder van de Generale Bank. Voorts was hij voorzitter van de Kamer van Koophandel en Nijverheid van Kortrijk, voorzitter van het VEV, het VBN en vervolgens het VBO. In 1975 volgde hij de Fransman Paul Huvelin op aan de top van de Europese werkgeversorganisatie UNICE, zelf werd hij in deze hoedanigheid opgevolgd door de Italiaan Guido Carli.
Ook was Provost mede-stichter van het Uitgeversbedrijf Tijd, hiervan was hij de eerste voorzitter.